# انتخابات ریاست جمهوری اتیوپی (۲۰۱۸)
انتخابات ریاست جمهوری اتیوپی (به انگلیسی: Ethiopian presidential election, 2018) در ۲۵ اکتبر ۲۰۱۸ بدنبال استعفای مولاتو تشومه پنجمین انتخابات ریاست جمهوری جمهوری دموکراتیک فدرال اتیوپی برگزار شد و چهارمین ریاست جمهوری این کشور سهله ورک زوده که یک دیپلمات کهنه‌کار است به جای مولاتو تشومه به ریاست جمهوری اتیوپی برگزیده شد

## پیشینه
اتیوپی یک جمهوری پارلمانی است، اکثر قدرت اداری و توانایی اجرایی به نخست‌وزیر و دولت او تفویض شده، بنا بر قانون اساسی اتیوپی، ریاست‌جمهوری در این کشور یک مقام تشریفاتی است و با آن که رئیس‌جمهوری باید حکم نخست‌وزیر و سایر احکام مهم دولت را امضا کند، این نخست‌وزیر است که به عنوان نماینده کشور در مجامع بین‌المللی شناخته می‌شود.
یک نامزد ریاست جمهوری باید توسط مجمع عمومی مجلس نمایندگان اتیوپی، مجلس فدرال پارلمان، مجلس فدراسیون و نمایندگان مجلس نمایندگان انتخاب شود.